# Рябога
Рябога — река в России, на Кольском полуострове, протекает по территории Ловозерского района Мурманской области. Устье реки находится в 75 км по правому берегу реки Поной. Длина реки — 37 км, площадь водосборного бассейна — 347 км².
В устье реки Рябога, при впадении в Поной, находится рыболовный лагерь «Рябога», принадлежащий АО «Река Поной».

## Данные водного реестра
По данным государственного водного реестра России относится к Баренцево-Беломорскому бассейновому округу, водохозяйственный участок реки — река Поной. Речной бассейн реки — бассейны рек Кольского полуострова и Карелии, впадает в Белое море].
Код — 02020000112101000006817.